# Платонова, Мария Андреевна
Мари́я Андре́евна Плато́нова (11 октября 1944 года — 20 октября 2005 года) — русский литератор, сотрудник Института мировой литературы им. А. М. Горького Российской академии наук (с 1992 года), организатор группы «Собрания сочинений Андрея Платонова»; дочь Андрея Платонова и подготовитель его книг к изданию.

## Биография
Мария Платонова родилась 11 октября 1944 года. Вела борьбу за наиболее полную публикацию литературного наследия её отца, а также увековечение его памяти. Эту деятельность она вела в продолжение деятельности её матери.
Благодаря усилиям Платоновой, впервые в России вышли такие произведения Платонова, как «Чевенгур», «Котлован», «Ювенильное море», «14 Красных избушек».
Благодаря ей в Институте мировой литературы им. А. М. Горького Российской академии наук, где она работала с 1992 года, была образована группа «Собрания сочинений Андрея Платонова», изданы «Записные книжки» писателя, подготовлен и вышел в свет первый том научного собрания сочинений.
Платонова стала вдохновителем международного платоновского сообщества, а также участником всех Платоновских чтений в ИМЛИ РАН и сопутствующих научных изданий.
Скончалась 20 октября 2005 года, похоронена 24 октября на Армянском кладбище.